# Limnoctites rectirostris
Limnoctites rectirostris là một loài chim trong họ Furnariidae.